# Lipiny u Radošovic
Lipiny u Radošovic je malá vesnice, část obce Radošovice v okrese Benešov. Nachází se asi 1,5 km na východ od Radošovic. V roce 2009 zde bylo evidováno 10 adres. Lipiny u Radošovic leží v katastrálním území Radošovice u Vlašimi o výměře 8,02 km².

## Historie
První písemná zmínka o vesnici pochází z roku 1795.

## Galerie

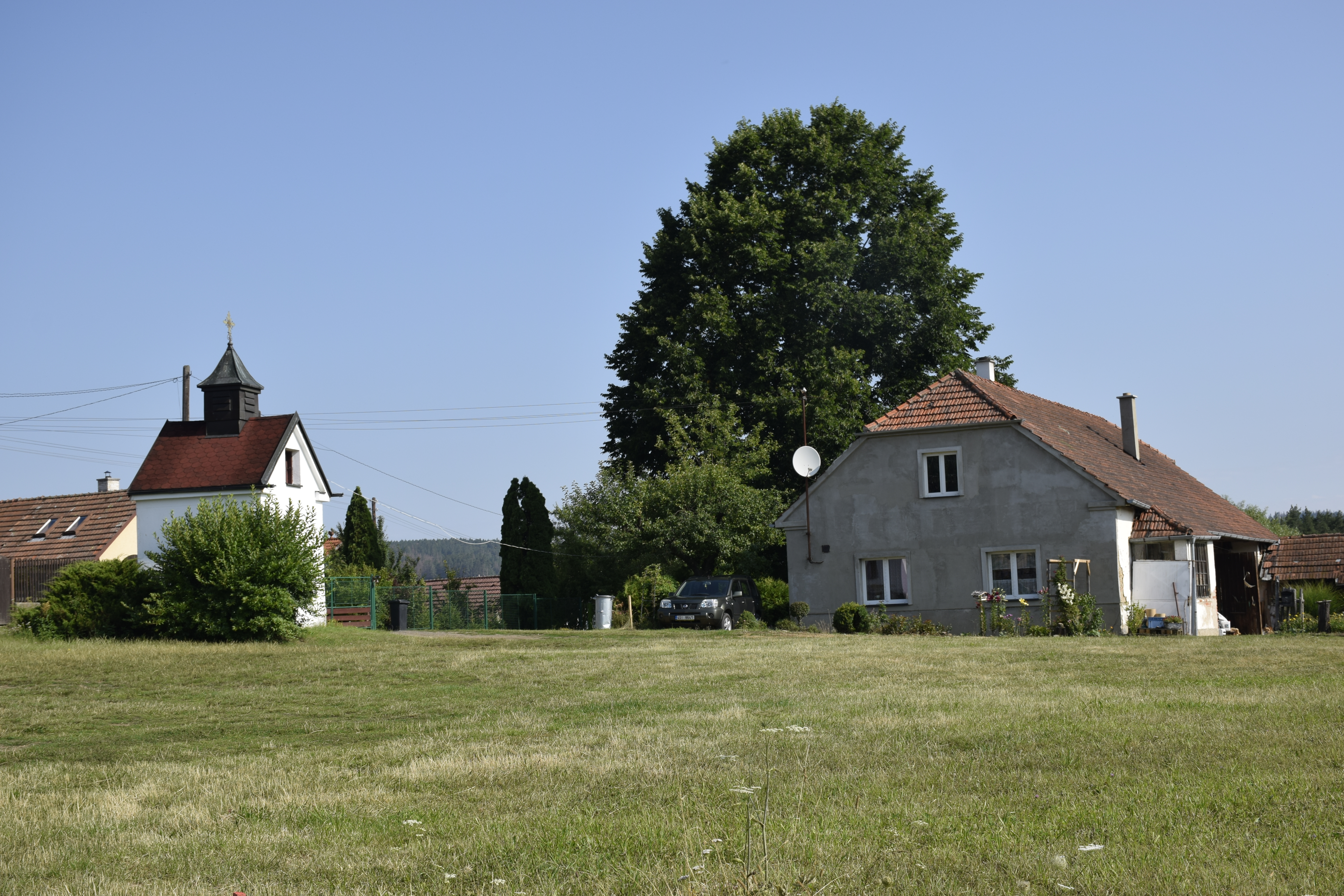
Náves s kapličkou
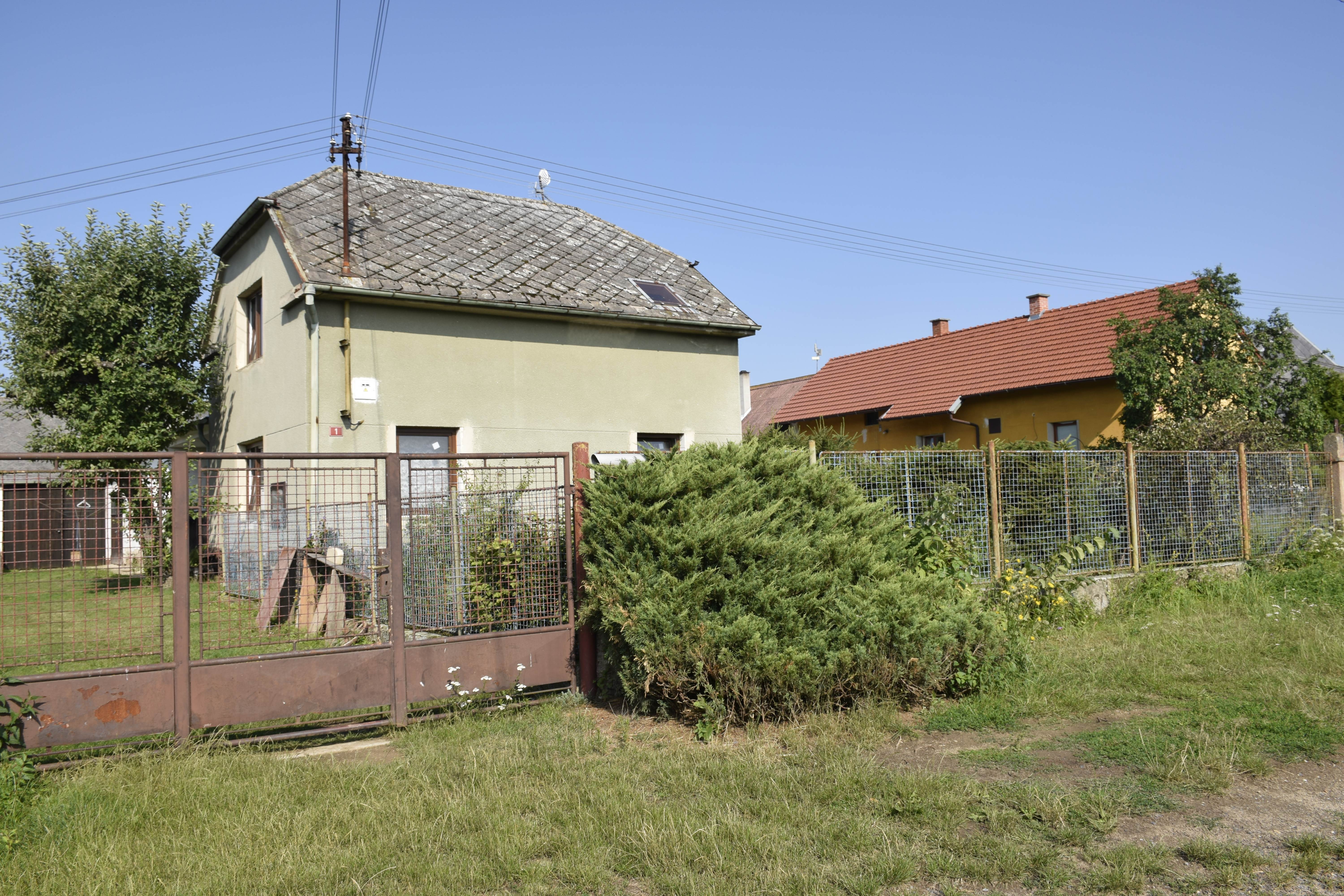
Domy u cesty
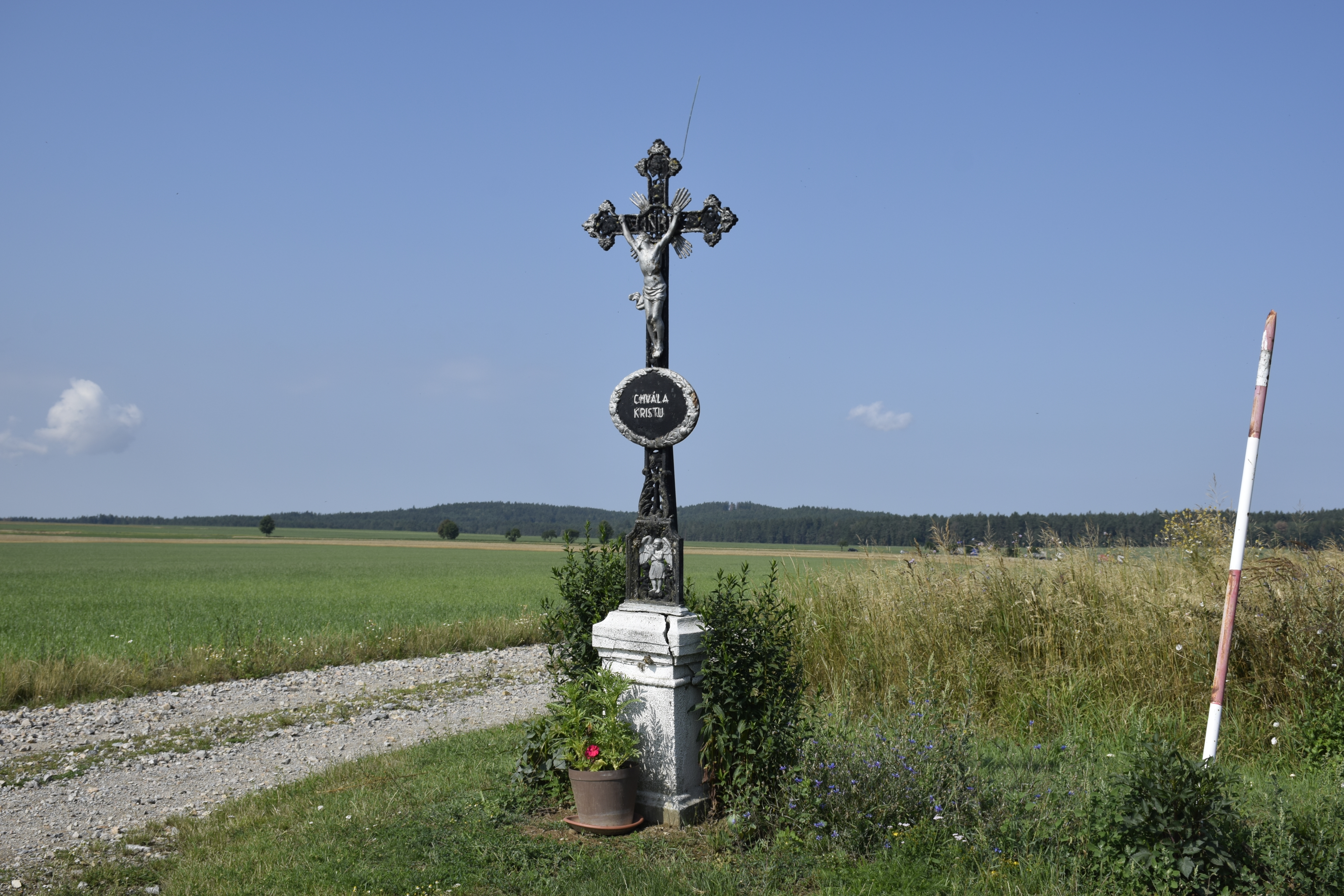
Boží muka